# Mycoglaena subcoerulescens
Mycoglaena subcoerulescens är en lavart som först beskrevs av William Nylander och fick sitt nu gällande namn av Franz Xaver von Höhnel 1909. 
Mycoglaena subcoerulescens ingår i släktet Mycoglaena, klassen Dothideomycetes, divisionen sporsäcksvampar och riket svampar. Arten är reproducerande i Sverige. Inga underarter finns listade i Catalogue of Life.